# Arborimus albipes
Arborimus albipes је северноамеричка врста волухарице. 

## Распрострањење
Ареал врсте је ограничен на једну државу. Сједињене Америчке Државе (тачније северна пацифичка обала САД) су једино познато природно станиште врсте.

## Станиште
Станишта врсте су шуме и поља кукуруза. Врста је по висини распрострањена од нивоа мора до 1.067 метара надморске висине. 

## Угроженост
Ова врста је наведена као последња брига, јер има широко распрострањење и честа је врста.